# Eddie Murphy
Eddie Murphy, właśc. Edward Regan Murphy (ur. 3 kwietnia 1961 w Nowym Jorku) – amerykański aktor filmowy i głosowy, reżyser, producent, komik i wokalista. Według witryny Box Office Mojo, szósty najbardziej dochodowy aktor w historii kina. W latach 1980–1984 był stałym członkiem obsady Saturday Night Live i pracował jako komik stand-upowy.
Otrzymał kilka nominacji do Złotych Globów; dla najlepszego debiutującego aktora za występ w 48 godzin oraz dla najlepszego aktora w musicalu lub komedii za role w filmach: Gliniarz z Beverly Hills, Nieoczekiwana zmiana miejsc i Gruby i chudszy. W 2007 roku zdobył Złoty Glob w kategorii najlepszy aktor drugoplanowy za rolę wokalisty soulowego Jamesa „Thundera” Early’ego w Dreamgirls. Za tę samą kreację, w tej samej kategorii, nominowany był również do Oscara. Został umieszczony na 10. miejscu listy najlepszych komików stand-upowych wszech czasów według Comedy Central.
W kilku filmach zagrał jednocześnie kilka ról, m.in. w filmach Książę w Nowym Jorku, Gruby i chudszy oraz Norbit. Użyczył głosu w produkcjach, takich jak Blokersi, Mulan i seria filmów Shrek.
W 2007 roku stał się członkiem Amerykańskiej Akademii Sztuki i Wiedzy Filmowej.

## Wczesne lata życia
Urodził się w zakątku Bushwick nowojorskiego Brooklynu. Jego matka, Lilian, była operatorką telefonu, zaś ojciec, Charles Edward Murphy (1940–1969), był funkcjonariuszem policji tranzytowej, aktorem–amatorem i komikiem. Zmarł, gdy Eddie miał osiem lat. Matka wyszła ponownie za mąż za Vernona Lyncha Sr., brygadzistę w fabryce lodów i Eddie wychowywał się w Roosevelt, w stanie Nowy Jork wraz z dwoma braćmi – starszym Charlesem Quintonem (1959–2017) i przyrodnim Vernonem.
Eddie od dziecka wykazywał talent mimiczny, w wieku 15 lat Murphy zaczął pisać teksty, które były inspirowane twórczością Billa Cosby’ego i Richarda Pryora, i wystawiać własne scenki w lokalnych barach i na szkolnej scenie. Zawodowo debiutował w klubie „The Comic Strip”.

## Kariera

### Stand-upowe początki
Dawał stand-upowe występy w Bay Area Comedy Club, w tym samym obiekcie, gdzie zaczynali Robin Williams i Whoopi Goldberg. Jego wczesne skecze dotyczyły różnych grup ludzi, m.in. Afroamerykanów, Amerykanów o włoskim pochodzeniu, gejów i ludzi otyłych. Występy inspirowane były twórczością Richarda Pryora, którego aktor wymienia jako inspirację, dzięki której zainteresował się komedią. Jednakże sam Pryor przyznał w swojej autobiografii Pryor Convictions, że niekiedy skecze Murphy’ego wydawały mu się przesadnie nieczułe. Murphy przeprosił później za swoje skecze o gejach oraz HIV, które wydały mu się z czasem zbyt negatywne.
Występy stand-upowe Murphy’ego, Delirious oraz Raw, zostały nagrane i wydane na DVD/VHS.

### Lata 80.: kariera aktorska

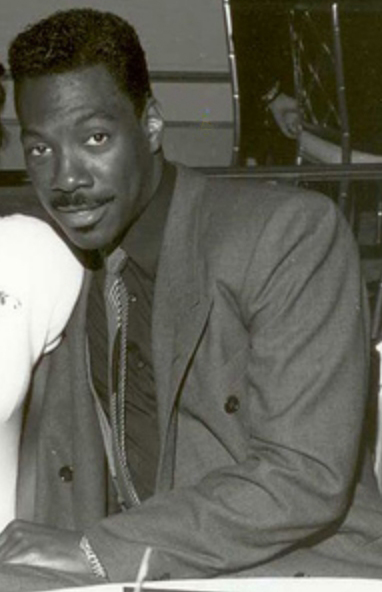
Murphy w 1988 roku

W latach 1980–1984 zdobył rozgłos dzięki występom w Saturday Night Live; był wymieniany jako jeden z aktorów, który pomógł zrewitalizować program po gwałtownym spadku popularności na początku lat 80.
W 1982 roku zadebiutował na dużym ekranie w filmie 48 godzin u boku Nicka Nolte. Obraz okazał się komercyjnym sukcesem, w odpowiedzi na co Nolte został zaproszony do poprowadzenia świątecznego odcinka Saturday Night Live. Jednak ze względu na chorobę jego miejsce zajął Murphy. Tym samym stał się jedynym prowadzącym, który jednocześnie pozostawał regularnym członkiem obsady programu. Aktor rozpoczął tenże odcinek słowami: „Na żywo z Nowego Jorku, to Eddie Murphy Show!”. W 1983 roku wystąpił w Nieoczekiwanej zmianie miejsc, gdzie partnerował mu inny wychowanek Saturday Night Live, Dan Aykroyd. Film, wyreżyserowany przez Johna Landisa (który później nakręcił inne obrazy z udziałem Murphy’ego – Książę w Nowym Jorku oraz Gliniarz z Beverly Hills III), okazał się większym sukcesem kasowym od 48 godzin. Rok później Murphy wcielił się w główną rolę w obrazie Gliniarz z Beverly Hills, mimo że początkowo to Sylvester Stallone miał zagrać tę postać. Gliniarz z Beverly Hills zarobił ponad 315 milionów dolarów na całym świecie i zajmuje 39. miejsce na liście najbardziej dochodowych filmów na terenie Stanów Zjednoczonych (3. w zestawieniu z kategorią „R”), z 234 milionami dolarów.
W 1984 roku wystąpił również w filmie Najlepszą obroną jest atak; aktor, którego udział wymieniany był jako gościnny, został dodany do obrazu po nakręceniu oryginalnej wersji, która jednak nie przypadła do gustu widzów. Najlepszą obroną jest atak okazał się finansowym i krytycznym rozczarowaniem. Prowadząc jeden z odcinków Saturday Night Live, Murphy nazwał go „najgorszym filmem w historii wszystkiego”. W tym samym okresie spekulowano, że aktor wystąpi w filmie Ghostbusters; w napisaną z myślą o nim rolę wcielił się jednakże Ernie Hudson. Poza tym Murphy’emu zaproponowano udział w Star Trek IV: Powrót na Ziemię; po jego odmowie, rola, napisana na nowo, powędrowała do Catherine Hicks.
W 1986 roku zagrał w komedii Złote dziecko. W założeniach Złote dziecko miał być filmem przygodowym z Melem Gibsonem w roli głównej. Jednak kiedy Gibson odrzucił propozycję, ofertę otrzymał Eddie. Następnie scenariusz został napisany na nowo, włączając do starej wersji elementy komediowe. Mimo że obraz był komercyjnym sukcesem, nie otrzymał tak dobrych recenzji od krytyków, jak 48 godzin, Nieoczekiwana zmiana miejsc i Gliniarz z Beverly Hills. W 1987 roku kontynuował rolę Axela Foleya w Gliniarzu z Beverly Hills II. Film odniósł równie duży sukces, co pierwsza część, zarabiając niemal 300 milionów dolarów. Producenci obrazu, zachęceni jego popularnością, pragnęli stworzyć serial telewizyjny oparty na filmie. Propozycję tę odrzucił jednak Murphy, wyrażając jednocześnie zainteresowanie udziałem w kolejnej odsłonie Gliniarza z Beverly Hills.
Był jednym z ostatnich aktorów filmowych, którzy podpisali kontrakty na wyłączność z jednym studiem. W jego przypadku było to Paramount Pictures, które wydało wszystkie filmy z początków kariery Murphy’ego.

### Kariera wokalna
Jest również wokalistą i muzykiem, który miał znaczny wkład w twórczość The Bus Boys. Jako artysta solowy, wydał dwa popularne single: „Party All the Time” oraz „Put Your Mouth on Me”. Jego początki muzyczne sięgają jednak debiutu w roli komika; właśnie wtedy Murphy stworzył piosenki „Boogie in Your Butt” i „Enough is Enough” – parodię utworu „No More Tears (Enough Is Enough)” Barbry Streisand oraz Donny Summer z 1979 roku. Obie wokalistki pojawiły się gościnnie na debiutanckim albumie komediowym Murphy’ego, wydanym w 1982 roku. Trzy lata później miał premierę jego kolejny album, How Could It Be, z którego pochodził jeden z najpopularniejszych singli artysty, „Party All the Time”. W 2004 roku piosenka ta umieszczona została na 7. miejscu listy 50 najgorszych utworów wszech czasów według VH1 oraz magazynu Blender. W 2006 roku sampli „Party All the Time” użył w swoim singlu „PATT (Party All the Time)” wokalista Sharam.
Na początku lat 90. nagrał płytę Love's Alright. Jednym z pochodzących z niej singli był „Whatzupwitu”, nagrany z udziałem Michaela Jacksona. W 1992 roku Murphy wystąpił w wideoklipie do „Remember the Time” Jacksona.
W filmie Książę w Nowym Jorku imitował Jackiego Wilsona, śpiewając „To Be Loved”. Jednocześnie musiał użyć specjalnego akcentu, którym operował grany przez niego charakter.
W późniejszych latach nagrał kilka piosenek na ścieżkę dźwiękową serii Shrek. W finałowej scenie pierwszego filmu śpiewał cover „I'm a Believer”; natomiast w Shrek 2 wykonywał w duecie z Antonio Banderasem hit Ricky’ego Martina, „Livin’ la Vida Loca”.

### Problemy z prawami autorskimi
Harris Haith, przyjaciel Murphy’ego z dzieciństwa, napisał w książce Growing Up Laughing With Eddie, że na długo nim Murphy stworzył scenariusz do filmu Książę w Nowym Jorku, Art Buchwald zgłosił się do Paramount Pictures z pomysłem na podobny obraz. Jego materiał został odrzucony, ale studio zachowało informacje o projekcie. Przedstawicielom spodobała się koncepcja, ale nie chcieli płacić Buchwaldowi, dlatego zdecydowali o przechowaniu planów na przyszłość. Kilka lat później, Paramount zaprezentowało pomysł na Księcia w Nowym Jorku Murphy’emu, podpisując z nim kontrakt. W 1988 roku Buchwald pozwał Murphy’ego i Paramount Pictures, ale sąd orzekł, że studio nie złamało prawa, gdyż w legalny sposób pozyskało materiał.

### Zapaść w karierze
Od 1989 roku do połowy lat 90. oraz ponownie na początku lat 10 XXI w., wyniki filmów Murphy’ego w box office’ach były w większości rozczarowujące. Przykład stanowi Gliniarz z Beverly Hills III (1994), którego dochód, mimo że zarobił 120 milionów dolarów, był o ponad połowę mniejszy niż obu wcześniejszych części. Jednakże nawet w tych okresach kilka obrazów z udziałem Murphy’ego odniosło sukces, a wśród nich były: Fałszywy senator, Bumerang, Następne 48 godzin i Wampir w Brooklynie. Sam aktor w 1991 był piątym najlepiej opłacanym aktorem na świecie (z honorarium w wysokości 7 mln dol.).
W tym samym okresie został skrytykowany przez reżysera Spike’a Lee za niedostateczne wykorzystywanie swojej pozycji w show-biznesie do promowania czarnoskórych aktorów, mimo że w filmach Murphy’ego (zwłaszcza tych, których był producentem) często Afroamerykanie stanowili większość obsady (Książę w Nowym Jorku, Noce Harlemu, Bumerang, Wampir w Brooklynie, Życie).
Mimo że komercyjny sukces Murphy’ego został zapoczątkowany w Saturday Night Live, aktor nigdy nie brał udziału w spotkaniach obsady lub rocznicowych wydaniach. Murphy nie miał również wkładu w tworzenie Live From New York: An Uncensored History of Saturday Night Live (2002), retrospekcyjnej książki o historii programu autorstwa Toma Shalesa i Jamesa Andrew Millera.

### Powrót i odbudowa wizerunku
Wyniki Murphy’ego w box office’ach zaczęły się poprawiać w 1996 roku, począwszy od filmu Gruby i chudszy. Jego sukces kontynuowały kolejne obrazy familijne, a wśród nich: Mulan, Dr Dolittle i jego kontynuacja, seria Shrek, Małolaty u taty oraz Nawiedzony dwór, a także Gruby i chudszy 2: Rodzina Klumpów. Z drugiej strony, większość filmów dla dorosłej publiczności nie była aż tak popularna; Gliniarz z metropolii, Ja, szpieg oraz Showtime zarobiły poniżej 40 milionów dolarów na terenie Stanów Zjednoczonych, w przypadku Cudotwórcy było to tylko 12 milionów dolarów, a Pluto Nash był jednym z największych finansowych niepowodzeń w historii, przynosząc dochód w wysokości 7 milionów dolarów, przy 110 milionach dolarów budżetu. Wyjątkiem wśród obrazów dla szerokiej audiencji był jedynie dobrze przyjęty przez krytyków Bowfinger.
W 2006 roku wystąpił w filmowej adaptacji broadwayowskiego musicalu Dreamgirls, w której wcielił się w postać soulowego wokalisty Jamesa „Thundera” Early’ego. Za swoją kreację Murphy otrzymał Złoty Glob dla najlepszego aktora drugoplanowego, a także Nagrodę Gildii Aktorów Filmowych oraz wyróżnienie Broadcast Film Critics Association w tej samej kategorii. Za tę samą rolę, w tej samej kategorii Murphy nominowany był również do Oscara w 2007 roku. Dreamgirls był pierwszym filmem dystybuowanym przez Paramount Pictures, w którym zagrał Murphy od czasu Wampira w Brooklynie w 1995 roku. Od tego czasu Paramount dystrybuowało również inne obrazy z jego udziałem: Norbita, Shreka Trzeciego, Mów mi Dave i Wyobraź sobie.
W komedii kryminalnej Bretta Ratnera Tower Heist: Zemsta cieciów (Tower Heist, 2011) z udziałem Bena Stillera zagrał drugoplanową rolę drobnego oszusta Slide’a. Po dwudziestu latach powrócił do roli detektywa Axela Jamesa Foleya w komedii sensacyjnej Gliniarz z Beverly Hills: Axel F (Beverly Hills Cop: Axel F, 2024).

## Życie osobiste

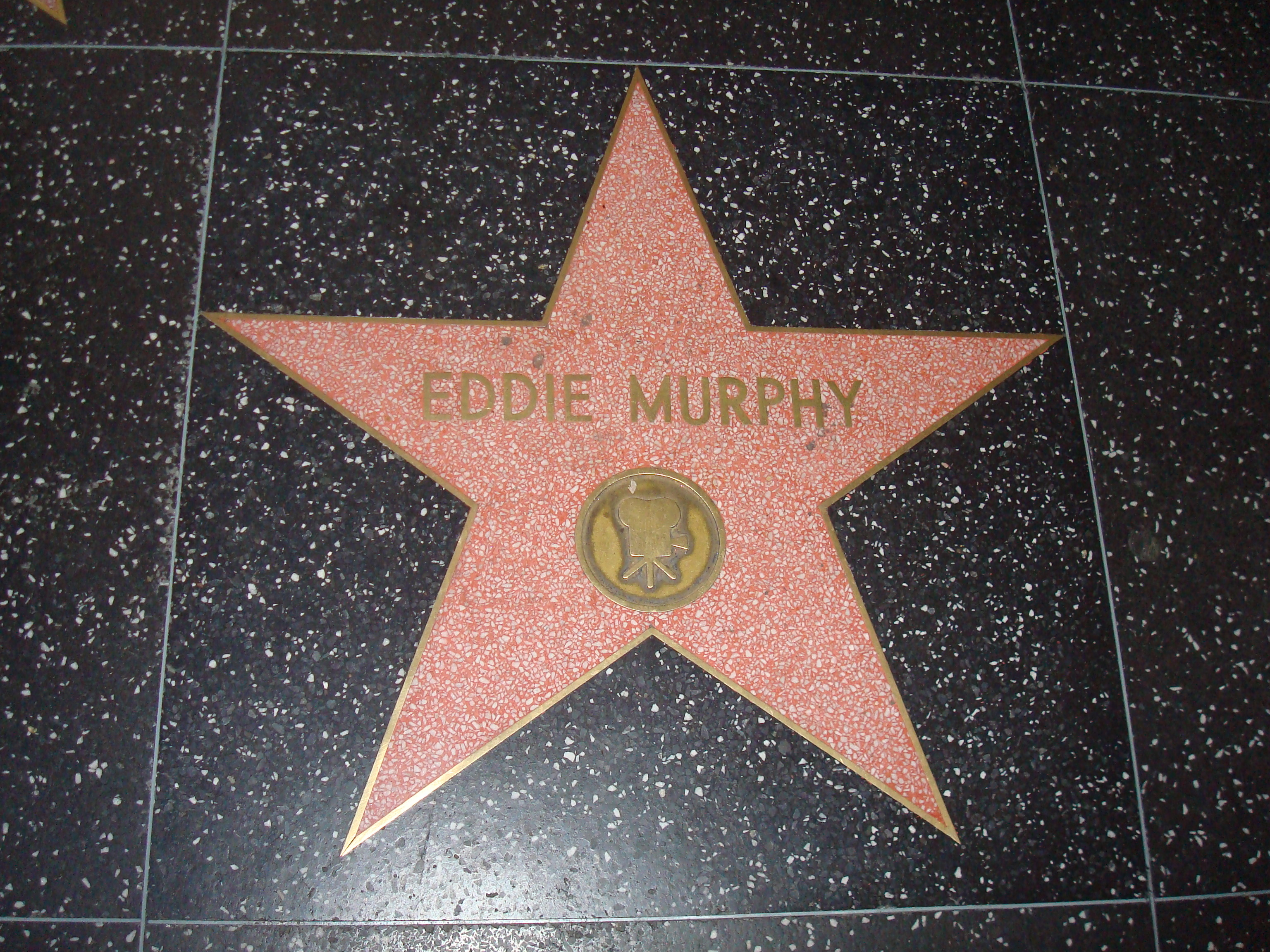
Eddie Murphy w Hollywood Walk of Fame

Murphy pozostawał w długoletnim związku z Nicole Mitchell, którą poznał na gali NAACP Image Awards w 1988. Para spotykała się przez półtora roku, po czym 18 marca 1993 wzięła ślub w nowojorskim Hotel Plaza. Ich piątka dzieci to: Bria L. Murphy (ur. 18 listopada 1989), Myles Mitchell (ur. 7 listopada 1992), Shayne Audra (ur. 10 października 1994), Zola Ivy (ur. 24 grudnia 1999) i Bella Zahra (ur. 29 stycznia 2002). W sierpniu 2005 Mitchell złożyła pozew o rozwód, wynikający z „różnic nie do pogodzenia”. Rozwód został sfinalizowany 17 kwietnia 2006.
2 maja 1997, na krótko przed premierą Cudotwórcy, Murphy został zatrzymany przez policję w West Hollywood w Kalifornii o godzinie 4:45 rano, a w jego samochodzie znajdowała się Atisone Seiuli, transseksualna prostytutka. Jego rzecznik prasowy, Paul Block, zaprzeczył, jakoby Murphy miał zamiar zapłacić Seiuli za seks, twierdząc, że Murphy jedynie podwiózł ją do domu. Murphy’emu nie postawiono żadnych zarzutów, chociaż Seiuli musiała spędzić 90 dni w więzieniu hrabstwa Los Angeles, ale incydent ten spowodował u niego szereg problemów wizerunkowych. Zamieszkał w Long Island, w Nowym Jorku.
Po rozwodzie z Mitchell, Murphy w 2006 spotykał się z byłą członkinią Spice Girls, Melanie Brown, która zaszła z nim w ciążę. Jednak aktor, pytany o tę sytuację w grudniu 2006, powiedział: „Nie wiem, czyje to dziecko, dopóki nie poznam wyników badań na ojcostwo.”. Brown urodziła dziewczynkę, Angel Iris Murphy, w dniu 46. urodzin Murphy’ego, 3 kwietnia 2007. W wydaniu z 22 czerwca magazynu „People”, reprezentanci wokalistki ogłosili, że test DNA potwierdził, że Murphy jest ojcem dziecka. W jednym z wywiadów, Brown przyznała, że aktor nie utrzymuje kontaktów z Angel.
Murphy wymienił przysięgę małżeńską z producentką filmową Tracey Edmonds, byłą żoną Kenny’ego „Babyface’a” Edmondsa, podczas prywatnej ceremonii na wyspie Bora-Bora, 1 stycznia 2008. 16 stycznia okazało się, że nie był to ślub o mocy prawnej, a dwójka zdecydowała się zrezygnować z legalizacji związku, pozostając przyjaciółmi.
W 2012 zaczął spotykać się z modelką Paige Butcher. Mają dwoje dzieci: córkę Izzy (ur. 3 maja 2016) i syna Maxa (ur. listopad 2018). Zaręczyli się we wrześniu 2018. 9 lipca 2024 w Anguilli zawarli związek małżeński. 

## Filmografia
| Film | Film                                                         | Film | Film                |
| Rok  | Film                                                         | Rola | Informacje          |
| ---- | ------------------------------------------------------------ | --- | ------------------- |
| 1982 | 48 godzin                                                    | Reggie Hammond |                     |
| 1983 | Nieoczekiwana zmiana miejsc                                  | Billy Ray Valentine |                     |
| 1983 | Eddie Murphy Delirious                                       | on sam | producent           |
| 1984 | Najlepszą obroną jest atak                                   | Lieutenant T.M. Landry |                     |
| 1984 | Gliniarz z Beverly Hills                                     | Axel Foley |                     |
| 1986 | Złote dziecko                                                | Chandler Jarrell |                     |
| 1987 | Gliniarz z Beverly Hills II                                  | Axel Foley |                     |
| 1987 | Eddie Murphy Raw                                             | on sam | producent           |
| 1988 | Książę w Nowym Jorku                                         | Prince Akeem/Clarence/Randy Watson/Saul |                     |
| 1989 | Noce Harlemu                                                 | Quick (Vernest Brown) | reżyser i producent |
| 1990 | Następne 48 godzin                                           | Reggie Hammond |                     |
| 1992 | Bumerang                                                     | Marcus Graham |                     |
| 1992 | Fałszywy senator                                             | Thomas Jefferson Johnson |                     |
| 1994 | Gliniarz z Beverly Hills III                                 | Axel Foley |                     |
| 1995 | Wampir w Brooklynie                                          | Maximillian/Preacher Pauly/Guido | producent           |
| 1996 | Gruby i chudszy                                              | profesor Sherman Klump/Buddy Love/ Lance Perkins/Cletus ‘Papa’ Klump/ Anna Pearl ‘Mama’ Jensen Klump/ Ida Mae ‘Granny’ Jensen/Ernie Klump Sr. | producent           |
| 1997 | Gliniarz z metropolii                                        | inspektor Scott Roper |                     |
| 1998 | Mulan                                                        | Mushu | głos                |
| 1998 | Dr Dolittle                                                  | dr John Dolittle |                     |
| 1998 | Cudotwórca                                                   | G |                     |
| 1999 | Życie                                                        | Rayford „Ray” Gibson | producent           |
| 1999 | Bowfinger                                                    | Kit Ramsey/Jeffernson ‘Jiff’ Ramsey |                     |
| 2000 | Gruby i chudszy 2: Rodzina Klumpów                           | profesor Sherman Klump/Buddy Love/ Lance Perkins/Cletus ‘Papa’ Klump/ Anna Pearl ‘Mama’ Jensen Klump/ Ida Mae ‘Granny’ Jensen/Ernie Klump     | producent           |
| 2001 | Shrek                                                        | Osioł | głos                |
| 2001 | Dr Dolittle 2                                                | doktor John Dolittle |                     |
| 2002 | Showtime                                                     | oficer Trey Sellers |                     |
| 2002 | Pluto Nash                                                   | Pluto Nash |                     |
| 2002 | Ja, szpieg                                                   | Kelly Robinson |                     |
| 2003 | Małolaty u taty                                              | Charles „Charlie” Hinton |                     |
| 2003 | Nawiedzony dwór                                              | Jim Evers |                     |
| 2004 | Shrek 2                                                      | Osioł | głos                |
| 2006 | Dreamgirls                                                   | James „Thunder” Early |                     |
| 2007 | Norbit                                                       | Norbit Rice/Rasputia Latimore-Rice/Wong | producent           |
| 2007 | Shrek Trzeci                                                 | Osioł | głos                |
| 2008 | Mów mi Dave                                                  | Dave, kapitan |                     |
| 2009 | Wyobraź sobie                                                | Evan Danielson |                     |
| 2010 | Shrek Forever                                                | Osioł | głos                |
| 2011 | Tower Heist: Zemsta cieciów                                  | Leo „Slide” Dalphael |                     |
| 2012 | Tysiąc słów                                                  | Jack McCall |                     |
| 2016 | Mr. Church                                                   | Henry Joseph Church |                     |
| 2019 | Nazywam się Dolemite                                         | Rudy Ray Moore | producent           |
| 2021 | Książę w Nowym Jorku 2                                       | Prince Akeem Joffer/Clarence/Randy Watson/ Saul                                                                                               | producent           |
| 2023 | My i wy                                                      | Akbar |                     |
| 2024 | Gliniarz z Beverly Hills: Axel F (Beverly Hills Cop: Axel F) | Axel Foley |                     |
| 2026 | Shrek 5                                                      | Osioł (głos) |                     |

| Telewizja | Telewizja                           | Telewizja                 | Telewizja                        |
| Rok       | Tytuł                               | Rola                      | Informacje                       |
| --------- | ----------------------------------- | ------------------------- | -------------------------------- |
| 1980–1984 | Saturday Night Live                 | różne role                |                                  |
| 1983      | Eddie Murphy Delirious              |                           |                                  |
| 1987      | Eddie Murphy Raw                    |                           |                                  |
| 1989      | What's Alan Watching?               |                           |                                  |
| 1993      | Dangerous: The Short Films          | starożytny egipski faraon | wideoklip do „Remember the Time” |
| 1999–2001 | Blokersi                            | Thurgood Stubbs           | głos                             |
| 2007      | Pada Shrek                          | Osioł                     | głos                             |
| 2010      | Donkey’s Caroling Christmas-tacular | Osioł                     | głos                             |

## Dyskografia

### Albumy
| Albumy studyjne | Albumy studyjne | Albumy studyjne   | Albumy studyjne |
| Rok             | Tytuł           | Informacje        |                 |
| --------------- | --------------- | ----------------- | --------------- |
| 1982            | Eddie Murphy    | komedia, USA: 52. |                 |
| 1983            | Comedian        | komedia, USA: 35. |                 |
| 1985            | How Could It Be | muzyka, USA: 26.  |                 |
| 1989            | So Happy        | muzyka, USA: 70.  |                 |
| 1993            | Love's Alright  | muzyka            |                 |

| Albumy kompilacyjne | Albumy kompilacyjne  | Albumy kompilacyjne | Albumy kompilacyjne |
| Rok                 | Tytuł                | Informacje          |                     |
| ------------------- | -------------------- | ------------------- | ------------------- |
| 1997                | Greatest Comedy Hits | komedia             |                     |
| 1998                | All I Fuckin' Know   | komedia             |                     |

| Ścieżki dźwiękowe | Ścieżki dźwiękowe        | Ścieżki dźwiękowe                                                                           | Ścieżki dźwiękowe |
| Rok               | Film                     | Informacje                                                                                  |                   |
| ----------------- | ------------------------ | ------------------------------------------------------------------------------------------- | ----------------- |
| 1986              | Gliniarz z Beverly Hills |                                                                                             |                   |
| 2006              | Dreamgirls               | z Beyoncé Knowles, Jermaine’em Bollingem, Jennifer Hudson, Keithem Robinsonem i Sharon Leal |                   |

### Single
| Rok  | Singel                                 | Wytwórnia                       | Informacje               |
| ---- | -------------------------------------- | ------------------------------- | ------------------------ |
| 1982 | „Boogie in Your Butt/No More Tears”    | Columbia Records                | komedia/muzyka           |
| 1985 | „Party All the Time”                   | Columbia Records                | muzyka, USA: 2., UK: 87. |
| 1985 | „How Could It Be” (oraz Crystal Blake) | Columbia Records                | muzyka                   |
| 1989 | „Put Your Mouth on Me”                 | Columbia Records                | muzyka, USA: 27.         |
| 1989 | „Til the Money’s Gone”                 | Columbia Records                | muzyka                   |
| 1993 | „I Was a King”                         | Motown Records                  | muzyka, UK: 64.          |
| 1993 | „Whatzupwitu” (oraz Michael Jackson)   | Motown Records                  | muzyka                   |
| 1993 | „Desdemona”                            | Motown Records                  | muzyka                   |
| 2013 | „Red Light” (oraz Snoop Lion)          | EM Productions/Stampede Records | muzyka                   |
| 2013 | „Promise (You Won’t Break My Heart)”   | EM Productions/Stampede Records | muzyka                   |
| 2014 | „Temporary”                            | Universal Music Group           | muzyka                   |
| 2015 | „Oh Jah Jah”                           | VP Records                      | muzyka                   |

## Nagrody
26 czerwca 1996 otrzymał własną gwiazdę w Alei Gwiazd w Los Angeles znajdującą się przy 7000 Hollywood Boulevard.
| Rok  | Nagroda                           | Kategoria                                                                              | Film |
| ---- | --------------------------------- | -------------------------------------------------------------------------------------- | --- |
| 1983 | NAACP Image Awards                | Wybitny aktor pierwszoplanowy w filmie fabularnym                                      | Nieoczekiwana zmiana miejsc (1983)                                                                        |
| 1984 | Nagroda Grammy                    | Najlepszy album komediowy                                                              | Eddie Murphy: Comedian (1983)                                                                             |
| 1985 | People’s Choice Award             | Ulubiony wszechstronny artysta estradowy                                               | Gliniarz z Beverly Hills (1984)                                                                           |
| 1985 | Nagroda Konwencji ShoWest         | Gwiazda roku                                                                           | Gliniarz z Beverly Hills (1984)                                                                           |
| 1987 | Nagroda „Bravo”                   | Brązowa statuetka Bravo Otto: Najlepszy aktor                                          | Gliniarz z Beverly Hills (1984)                                                                           |
| 1988 | Nickelodeon Kids’ Choice Awards   | Ulubiony aktor filmowy                                                                 | Gliniarz z Beverly Hills II (1987)                                                                        |
| 1988 | Nagroda „Bravo”                   | Brązowa statuetka Bravo Otto: Najlepszy aktor                                          | Książę w Nowym Jorku (1988)                                                                               |
| 1989 | People’s Choice Award             | Ulubiony aktor komediowy                                                               | Książę w Nowym Jorku (1988)                                                                               |
| 1990 | Złota Malina                      | Najgorszy scenariusz                                                                   | Noce Harlemu (1989)                                                                                       |
| 1990 | NAACP Image Awards                | Artysta roku                                                                           | – |
| 1997 | Nagroda Saturn                    | Najlepszy aktor                                                                        | Gruby i chudszy (1996)                                                                                    |
| 1997 | Blockbuster Entertainment Award   | Ulubiony aktor pierwszoplanowy – komedia                                               | Gruby i chudszy (1996)                                                                                    |
| 2001 | Nagroda Annie                     | Najlepsze indywidualne osiągnięcie w kategorii aktorstwa głosowego w filmie animowanym | Shrek (2001)                                                                                              |
| 2002 | Nickelodeon Kids’ Choice Awards   | Ulubiony głos z filmu animowanego                                                      | Shrek (2001)                                                                                              |
| 2002 | People’s Choice Award             | Ulubiona gwiazda filmu komediowego                                                     | Shrek (2001)                                                                                              |
| 2007 | Złoty Glob                        | Najlepszy aktor drugoplanowy                                                           | Dreamgirls (2006)                                                                                         |
| 2007 | Nagroda Gildii Aktorów Ekranowych | Wybitny występ aktora w roli drugoplanowej                                             | Dreamgirls (2006)                                                                                         |
| 2008 | Złota Malina                      | Najgorszy aktor                                                                        | Norbit (2007)                                                                                             |
| 2008 | Złota Malina                      | Najgorszy aktor drugoplanowy                                                           | Norbit (2007)                                                                                             |
| 2008 | Złota Malina                      | Najgorsza aktorka drugoplanowa                                                         | Norbit (2007)                                                                                             |
| 2010 | Złota Malina                      | Najgorszy aktor dekady                                                                 | Pluto Nash (2002) Ja, szpieg (2002) Showtime (2002) Mów mi Dave (2008) Norbit (2007) Wyobraź sobie (2009) |
| 2011 | Nickelodeon Kids’ Choice Awards   | Ulubiony głos z filmu animowanego                                                      | Shrek Forever (2010)                                                                                      |
| 2020 | Nagroda Emmy                      | Wybitny aktor gościnny w serialu komediowym                                            | Saturday Night Live: Host: Eddie Murphy (2021)                                                            |
| 2020 | Złota Malina                      | Odkupiona Złota Malina                                                                 | Nazywam się Dolemite (2019)                                                                               |
| 2023 | Złoty Glob                        | Nagroda im. Cecila B. DeMille’a                                                        | – |